# Hyboloma nummosalis
Hyboloma nummosalis är en fjärilsart som beskrevs av Émile Louis Ragonot 1891. Hyboloma nummosalis ingår i släktet Hyboloma och familjen mott. Inga underarter finns listade i Catalogue of Life.